# トリップ・ホップ
トリップ・ホップ (trip hop) は、音楽のジャンル。ヒップホップから影響を受け発展した音楽で、イギリスのブリストルが発祥地と言われる音楽であることから、ブリストル・サウンド (Bristol sound)とも呼ばれる。

## 歴史
1991年にマッシヴ・アタックがリリースしたアルバム『ブルー・ラインズ』が、トリップ・ホップの最初期アルバムという説もある。
あくまでも、音楽雑誌が付けた名称であり、トリップ・ホップの先駆者とされているマッシヴ・アタック、ポーティスヘッドといったミュージシャンたちは、自分たちの音楽をトリップ・ホップと呼ばれることに疑問を抱いたり、嫌悪を表明したりしている。これは、後に流行したトリップ・ホップと呼ばれる音楽を制作したミュージシャンの作品に、良いイメージを抱かなかったためとされている。その後、雑誌上などでは「アブストラクト・ヒップホップ」という言い換えをされることもあった。
このジャンルではローズ・ピアノ、サックス、フルートなどが使用され、ときにはメロトロンが使用されることもある。ブリストルでは、ヒップホップはジャマイカの音楽形態で、すでに十分に教育されていた「サブカルチャー」の意識に浸透し始めた。DJ、MC、Bボーイ、グラフィティアーティストが集まり、非公式のサウンドシステムを作り上げた。アメリカのDJ、クール・ハーク、アフリカ・バンバータ、グランドマスター・フラッシュといったブロンクスの先駆的なクルーのように、サウンドシステムは公共スペースにパーティー・ミュージックを提供し、多くの場合メンバーの一部が出身する経済的に恵まれない場所で演奏した。ブリストルのサウンドシステムDJは、ジャマイカのダブ・ミュージックを多用し、通常ゆったりとした、スローでヘビーなドラム・ビート(「ダウンテンポ」)を使用していた。
ブリストルのワイルド・バンチ・クルーは、国際的な現象にローカルなひねりを加えるサウンドシステムの1つとなり、ブリストルの特徴的なトリップホップ・サウンド、しばしば「ブリストル・サウンド」と呼ばれるサウンドを生み出すのに貢献した。ドクター・ドレやティンバランドが、ポーティス・ヘッドをお気に入りのグループにあげたことで、このジャンルはラップ・ファンからも注目されるようになった。

## 主要アーティスト
- エール
- ビョーク（アルバム『ポスト』でトリップ・ホップに挑戦）
- ケミカル・ブラザーズ
- COLDFEET
- DJ KRUSH
- DJシャドウ
- DJスプーキー
- ファットボーイ・スリム
- ラム
- マッシヴ・アタック
- モロコ
- ポーティスヘッド
- トリッキー
- アンクル

## レーベル
- Ninja Tune
- アイランド・レコード（ポーティスヘッド、トリッキーらを輩出）